# Joshe Arriaran
Joshe Arriaran Aramburu (también conocido como José), nacido en Mondragón (Guipúzcoa, España) el 13 de agosto de 1926 y falleció en Aramayona el 31 de enero de 2015, conocido como Arriaran II, fue un jugador español de pelota vasca a mano, que jugaba en la posición de zaguero.
Perteneciente a una saga familiar de deportistas, se mantuvo como pelotaria profesional más de 25 años. Fue el más destacado de todos llegando a disputar hasta cuatro finales del manomanista con dos victorias en 1955 y 1956. Asimismo junto a su hermano Paco (Arriaran III) obtuvo el título de mano parejas en 1961.
Obtuvo la medalla al mérito deportivo y fue nombrado mejor pelotari de Guipúzcoa en 1961.

## Finales manomanistas
| Año  | Campeón        | Subcampeón     | Tanteo | Frontón   |
| ---- | -------------- | -------------- | ------ | --------- |
| 1955 | Arriaran II    | Soroa II       | 22-13  | Astelena  |
| 1956 | Arriaran II    | García Ariño I | 22-13  | Astelena  |
| 1957 | García Ariño I | Arriaran II    | 22-11  | Deportivo |
| 1958 | Ogueta         | Arriaran II    | 22-07  | Beotibar  |

## Final de mano parejas
| Año  | Campeones                  | Subcampeones      | Tanteo | Frontón |
| ---- | -------------------------- | ----------------- | ------ | ------- |
| 1961 | Arriaran III - Arriaran II | Ogueta - Etxabe X | 22-15  |         |